# تاريخ الصناعة النفطية

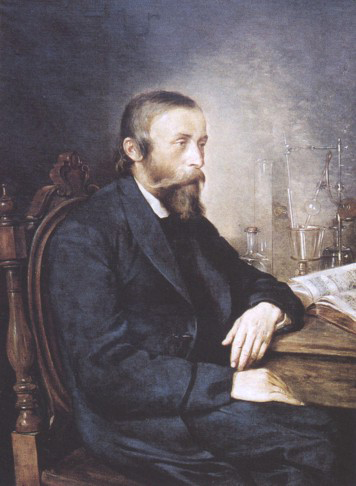

لا ابلع تعدّ صناعة النفط صناعةً حديثة المنشأ، ولكن مكانة النفط الحالية كعنصر أساسي في السياسة والمجتمع والتكنولوجيا تمتد جذورها إلى أوائل القرن العشرين. أثر اختراع محرك الاحتراق الداخلي بشكل رئيس في زيادة أهمية النفط.

## التاريخ المبكر
وفقًا لهيرودوت، منذ أكثر من أربعة آلاف سنة، وُظّف الأسفلت الطبيعي في بناء أسوار وأبراج بابل، وعُثر على كميات كبيرة منه على ضفاف نهر اسوس، أحد روافد نهر الفرات، وهذا ما أكده ديودور الصقلي. ذكر هيرودوت ينبوعًا قاتمًا من الأسفلت في زاكينثوس (الجزر الأيونية، اليونان)، كما وصف هيرودوت بئرًا للبيتومين والنفط قرب ارديريكا في قيسيا.

## التاريخ الحديث
بدأ التاريخ الحديث للبترول في القرن التاسع عشر مع تكرير الكيروسين من النفط الخام. لاحظ الكيميائي الإسكتلندي جيمس يونغ عام 1847 وجود تسرب بترولي طبيعي في منجم فحم ريدنجز في ألفريتون، ديربيشاير، حيث قام بتقطير بترول رقيق خفيف مناسب للاستخدام كزيت مصباح، وفي الوقت نفسه الحصول على بترول أكثر كثافة ليناسب مكائن التشحيم. كانت السوائل البترولية الجديدة ناجحة، ولكن إمدادات النفط من منجم الفحم سرعان ما بدأت تنفد (في النهاية استنفدت عام 1851). لاحظ يونغ أن النفط كان يقطر من سقف الحجر الرملي في منجم الفحم، وافترض أنه نشأ على نحو ما بسبب تأثير الحرارة على بلاطة الفحم، وخلص بهذا التفكير إلى أنه يمكن إنتاجه صناعيًا.
مجاراةً لهذه الفكرة، حاول يونج عبر إجراء العديد من التجارب ونجح في النهاية، عن طريق تقطير فحم الكانيل على درجة حرارة منخفضة، بتشكيل مائع يشبه النفط، وعندما يعامل هذا المائع بنفس الطريقة الخاصة بالنفط المتسرب، فإنه ينتج منتجات مماثلة. وجد يونغ أنه يمكنه عن طريق التقطير البطيء الحصول على عدد من السوائل المفيدة منه، أطلق على أحدها اسم «نفط البارافين» لأنه في درجات الحرارة المنخفضة يتجمد على شكل مادة تشبه شمع البارافين.
شكل إنتاج السوائل النفطية وشمع البارافين الصلب من الفحم موضوع براءة اختراعه المؤرخة في 17 أكتوبر 1850. في عام 1850، دخل كل من يونغ وميلدروم وإدوارد ويليام بيني في شراكة بعنوان إي. دبليو. بيني وشركاه « E.W. Binney & Co.» في باثغيت غرب لوثيان، وإي. ميلدروم وشركاه في غلاسكو؛ اكتمل عملهم في باثغيت عام 1851 وأصبح أول معمل تجاري حقيقي للصناعات النفطية وتصفية النفط في العالم، باستخدام النفط من التوربانيت المستخرج محليًا، والسجّيل، وفحم البيتومين لتصنيع النفثا وزيوت التشحيم؛ لم يبع البارافين المستخدم كوقود والبارافين الصلب حتى عام 1856.
طور الجيولوجي الكندي أبراهام غيسنر، عملية لتقطير الوقود السائل من الفحم والبيتومين وصخر السجيل، احترق اكتشافه الجديد، الذي أطلق عليه اسم الكيروسين بشكل أكثر نظافة وكان أقل تكلفة من المنتجات المتنافسة، مثل نفط الحوت. في عام 1850، أنشأ غيسنر شركة كيروسين جازلايت وبدأ في تركيب الإضاءة في شوارع هاليفاكس وغيرها من المدن. بحلول عام 1854، توسع غيسنر إلى الولايات المتحدة حيث أنشأ شركة نورث أمريكا كيروسين جازلايت في لونغ آيلاند، نيويورك. زاد الطلب بشكل كبير وأصبحت قدرة شركته على الإنتاج مشكلة، لكن اكتشاف النفط، الذي يمكن إنتاج الكيروسين منه بسهولة أكبر، حل مشكلة العرض.
في عام 1846، حفر ما يعتبره البعض أول بئر نفطية حديثة في العالم في منطقة جنوب القوقاز التابعة للإمبراطورية الروسية، في شبه جزيرة اسفيرون شمال شرق باكو (في مستوطنة بيبي حيبات)، بإشراف الجنرال الروسي أليكسييف استنادا إلى بيانات العالم الروسي ن. فوسكوبوينيكوف.
حسن إغناسي لوكاسيفيتش طريقة غيسنر في تطوير وسيلة لتكرير الكيروسين من تسربات «نفط الصخور» المتاحة بسهولة عام 1852، وبني أول منجم للنفط الصخري في بوبركا، بالقرب من كروسنو في غاليسيا (بولندا) في أوروبا الوسطى عام 1854. سرعان ما انتشرت هذه الاكتشافات في مختلف أنحاء العالم، فعمل ميرزوف على بناء أول مصفاة روسية حديثة في حقول النفط في باكو في عام 1861. في ذلك الوقت أنتجت باكو حوالي 90٪ من نفط العالم.
إن الإجابة على السؤال حول ما شكل أول بئر نفط تجاري صعبة. يستمد الموجز التالي من الوارد في فاسيليو (2018). يعتبر بئر إدوين دريك 1859 بالقرب من تيتسفيل، بنسلفانيا، أول بئر نفط حديثة. من المحتمل أنه تم انتقاء بئر دريك لأنها كانت مُثقّبة ولم يتم استخدام أي وسائل لحفرها؛ ولأنها تستخدم محرك بخار؛ ولأن هناك شركة مرتبطة بها؛ ولأنها أحدثت طفرة كبيرة. لكن أول بئر لإنتاج النفط حفرت في أي مكان في العالم، حفرت عام 1857 على عمق 280 قدمًا بواسطة شركة ميريماك الأمريكية في لابريا في جنوب شرق ترينيداد في الكاريبي.
بالإضافة إلى ذلك، كان هناك نشاطٌ كبير قبل دريك في أجزاء مختلفة من العالم في منتصف القرن التاسع عشر. قامت مجموعة بتوجيه من الجنرال أليكسييف من فيلق مهندسي التعدين في باكنسكي بحفر بئر يدويًا في منطقة باكو عام 1846، وكانت هناك آبار محفورة بواسطة محركات خاصة في غرب فرجينيا في نفس العام الذي حفرت فيه بئر دريك، كما حفرت بئر تجارية في بولندا عام 1853، وأخرى في رومانيا المجاورة عام 1857.
في نفس الوقت تقريبًا، افتتحت أول مصافي نفط صغيرة على مستوى العالم في ياسوفو في بولندا، كما افتتحت مصاف أكبر في بلويشت في رومانيا. بنى الأخوان تيودور ومارين مهدينتوانو عام 1856 مصفى رافوف في بلويشت وافتتحوه عام 1857، على مساحة قدرها أربعة هكتارات، ووصل الإنتاج اليومي إلى أكثر من سبعة أطنان، وكان يحصل عليها في حديد اسطواني ومصبوب مسخن بالنار؛ وقد أطلق عليه بعد ذلك «أول مصنع منظم لتقطير النفط في العالم» مسجلًا بذلك رقمًا قياسيًا لكونه أول مصفاة نفط في العالم، وفقا لأكاديمية العالم للأرقام القياسية.
حصلت هذه المصفاة استنادًا إلى عقد أبرم في أكتوبر 1856 بين تيودور مهدينتوانو وبلدية بوخارست، على الحق الحصري في تزويد إضاءة عاصمة والاشيان بمصابيح النفط. بدأ تنفيذ العقد في 1 نيسان (أبريل) 1857، عندما استبدل النفط المنتزع بالمنتجات التي زودتها مصفاة رافوف، أصبحت بوخارست أول مدينة في العالم تنار بالكامل بالنفط الخام المقطر.
في عام 1857، بلغ مجموع إنتاج رومانيا 275 طنًا من النفط الخام. بهذا الرقم، سُجّلت رومانيا كأول بلد في إحصاءات إنتاج النفط في العالم قبل دول أخرى كبيرة منتجة للنفط مثل الولايات المتحدة الأمريكية (1860)، وروسيا (1863)، والمكسيك (1901)، وبلاد فارس (1913).
في عام 1875، اكتشف ديفيد بيتي النفط الخام في منزله في وارن، بنسلفانيا، وقد أدى ذلك إلى افتتاح حقل برادفورد النفطي، الذي أنتج 77 في المائة من إمدادات النفط العالمية بحلول ثمانينيات القرن التاسع عشر. مع ذلك، وبحلول نهاية القرن التاسع عشر، كانت الإمبراطورية الروسية، وخاصة شركة برانوبل في أذربيجان الرائدة عالميًا في إنتاج النفط.